# Freistaat Sachsen-Weimar-Eisenach
Der Freistaat Sachsen-Weimar-Eisenach entstand nach dem Ersten Weltkrieg aus dem Großherzogtum Sachsen. Er existierte vom November 1918 bis zu seiner Vereinigung mit sechs weiteren Frei- und Volksstaaten zum Land Thüringen am 1. Mai 1920.

## Geschichte
Nach Aufforderung durch den Arbeiter- und Soldatenrat Weimars erklärte Großherzog Wilhelm Ernst am 9. November 1918 seinen Thronverzicht. Der Arbeiter- und Soldatenrat übernahm provisorisch die Regierungsgeschäfte und ließ sich ab dem 12. November durch den Vorsitzenden des zehnköpfigen Arbeiterrates August Baudert als Staatskommissar sowie Hermann Leber (SPD) als Kommissar zur Regelung der Ernährungsfragen vertreten.
Am 9. März 1919 wurden die Wahlen für einen neuen Landtag abgehalten und am 20. Mai kam eine Koalitionsregierung bestehend aus Sozialdemokraten und Deutschdemokraten zustande. Staatsminister wurden Arnold Paulssen (DDP) und August Baudert, Staatsräte Adolf Hörschelmann (SPD), Philipp Kühner (DDP), Julius Palm (SPD), Emil Polz (DDP) und Albert Rudolph (SPD).
Am 15. Mai verabschiedete der Landtag eine neue Landesverfassung für den Freistaat, entworfen von dem Jenaer Abgeordneten der DDP, Professor Eduard Rosenthal. Diese diente auch als Vorlage für die zukünftige Verfassung des Landes Thüringen. Bezüglich des Zusammenschlusses mit den anderen Thüringische Staaten zum neuen Land Thüringen hatte das Parlament eine Vorreiterrolle in Thüringen inne und stimmte für den Beitritt schon am 5. Juni 1919 mit 33 gegen 8 Stimmen.
Mit der Gründung des Landes Thüringen am 1. Mai 1920 hörte der Freistaat Sachsen-Weimar-Eisenach formal auf als souveräner Bundesstaat zu bestehen. Das „Gesetz über die Verwaltung der ehemaligen thüringischen Länder in der Übergangszeit“ vom 9. Dezember 1920 wandelte schließlich den Freistaat in einen Kommunalverband höherer Ordnung mit Gebietsvertretung und Gebietsregierung um, der schließlich am 1. April 1923 aufgehoben wurde.

## Wahl zum Landtag
- Wahltermin: 9. März 1919
- Sitze im Landtag: 42

| Partei | Ergebnis | Sitze |
| ------ | -------- | ----- |
| DDP    | 21,60 %  | 10    |
| DNVP   | 19,46 %  | 10    |
| DVP    | 5,44 %   | 1     |
| SPD    | 40,35 %  | 16    |
| USPD   | 10,22 %  | 5     |

- Landesregierung: Staatsminister Arnold Paulssen (DDP) und August Baudert (SPD)
 Staatsräte Adolf Hörschelmann (SPD), Philipp Kühner (SPD), Julius Palm (SPD), Emil Polz (DDP) und Albert Rudolph (SPD)
- Liste der Mitglieder des Landtages (Freistaat Sachsen-Weimar-Eisenach)